# Okeechobeemeer
Het Okeechobeemeer is een zoetwatermeer in de Amerikaanse staat Florida. Het is het op een na grootste zoetwatermeer dat geheel in de Verenigde Staten ligt. Alleen het Michiganmeer is groter. Het meer beslaat een gebied van 1,890 km² en is relatief ondiep, met een gemiddelde diepte van 2,7 meter. Het meer valt binnen het gebied van Glades County, Okeechobee County, Martin County, Palm Beach County, en Hendry County.
De naam Okeechobee komt van de Hitchiti-woorden "oki" (water) en "chubi" (groot), en betekent letterlijk "groot water". Het meer stond in het verleden ook bekend als Macaco en Mayaimi. Die tweede naam diende als basis voor de naam van de stad Miami.
De bodem van het meer bestaat uit een kalksteenbassin. De diepte van het meer varieert van 0,3 tot 4 meter. Het water is troebel door de meststoffen van de omliggende boerderijen. Tijdens een periode van droogte in 2007 werden vele vrachtwagens vol giftige modder uit het meer gehaald in een poging het meer weer wat op te schonen.
Het meer is vermoedelijk 6000 jaar geleden ontstaan uit de oceaan. Het oppervlak van het meer bevindt zich boven zeeniveau. Het meer wordt afgesloten door een 6 meter hoge dijk, gebouwd door de U.S. Army Corps of Engineers nadat de Okechobee-orkaan van 1928 de oude dijk had verwoest.
Het meer is vandaag de dag een populaire locatie voor vissers.